# Pax Khazarica
La Pax Khazarica (en latin pour « paix khazare ») est un terme historiographique, modelé à partir de l’original Pax Romana. Elle s’applique à la période (aux environs de 700 à 950) au cours de laquelle le Khaganat khazar domina la steppe pontique et les montagnes du Caucase. Pendant cette période, la domination khazar sur les routes commerciales trans-eurasiennes vitales facilita les voyages et le commerce entre l'Europe et l'Asie par des groupes tels que les Radhanites et les premiers Rus'. L'origine de ce terme est inconnu, mais il était utilisé par les chercheurs dès le XIXe siècle.